# آسیاب خیرآباد
بقایای آسیاب خیرآباد مربوط به دوره قاجار است و در شهرستان فسا، بخش مرکزی، دهستان کوشک قاضی، ۱ کیلومتری غرب روستای خیرآّباد واقع شده و این اثر در تاریخ ۲۶ اسفند ۱۳۸۶ با شمارهٔ ثبت ۲۱۸۸۷ به‌عنوان یکی از آثار ملی ایران به ثبت رسیده است.